# رومانيا وأسلحة الدمار الشامل
«بدأت رومانيا ببناء برنامج نووي سلمي في منتصف الخمسينيات من القرن العشرين، عندما خفف الاتحاد السوفيتي من قيوده على التعاون النووي، ردًا على برنامج الولايات المتحدة الذرة من أجل السلام». ما دفع رومانيا نحو التفاوض مع الغرب هو أن الاتحاد السوفياتي رفض في البداية طلباتها بالحصول على مفاعل للطاقة. توضحت نوايا رومانيا من هذا البرنامج على مراحل، وتطورت نواياها مع تفاوضها مع العديد من البلدان في السوق المفتوحة.
بعض الأمثلة على تطور النوايا ومراحل التطوير هي كما يلي: مفاعل الأبحاث المصمم على الطراز السوفيتي، والمخصص لأغراض التدريب في موغوريلي، ثم المفاعل دون الحرج، ثم هيلين من المملكة المتحدة، ثم التصريحات حول مساعي التعاون النووي العسكري المحتمل مع الحزب الشيوعي الإسرائيلي لبناء سلاح ذري.
يعتقد بعض العلماء أن البرنامج النووي العسكري الروماني قد بدأ في عام 1984، ولكن وجد آخرون أدلة على أن القيادة الرومانية ربما كانت تسعى للوصول لوضع التحوط النووي في وقت أبكر من هذا، في عام 1967 (على سبيل المثال التصريحات الصادرة تجاه إسرائيل، مقترنة مع المحادثة بين الديكتاتوريين الروماني والكوري الشمالي، إذ قال تشاوتشيسكو فيها: «إذا كنا نرغب في صنع قنبلة ذرية، يجب أن نتعاون سويةً في هذا المجال أيضًا»).
فُكك البرنامج بعد الثورة الرومانية، وتعتبر حاليًا رومانيا خالية من أسلحة الدمار الشامل وتستخدم الطاقة النووية للأغراض المدنية فقط.

## البرنامج النووي
في حين أن رومانيا لديها برنامج أبحاث نووية منذ عام 1949، خلال العقود الأولى للبرنامج، ركزت على استخدام النظائر المشعة في الطب والصناعة. فسر البعض نشاطات رومانيا في برامج التقنيات والمرافق النووية على أنها تعني أن لديها برنامجًا نوويًا عسكريًا مخصصًا، والذي بدأ عام 1978. أُجريت تجارب برنامج أبحاث أسلحة الدمار الشامل (دبليو إم دي) (برنامج دانوب (بالرومانية: بروغرامول دونرا) في معهد موغوريلي للبحوث النووية، تحت الإشراف الصارم للشرطة السرية الرومانية.
ووفقًا لما قاله ميهاي بولانيسكو، المدير السابق لمعهد البحوث، فإن البرنامج كان يضم ثلاثة أقسام: قسم يبحث في تطوير الأسلحة النووية، وقسم لتطوير الصواريخ متوسطة المدى، والثالث يبحث في الأسلحة الكيميائية والبيولوجية.
كان انشقاق الجنرال من الشرطة السرية الرومانية إيون ميهاي باتشيبا، وفقًا للوتشيا هوسو نجين، على الأقل جزئيًا مرتبطًا بالأمر الذي أعطاه له تشاوتشيسكو، بالحصول على التكنولوجيا اللازمة لعنصر معين مطلوب في تطوير الأسلحة النووية.
في يوليو 1989، اتهم وزير الخارجية الهنغاري جيولا هورن رومانيا بتشكيلها تهديدات عسكرية على المجر، من خلال برنامجها النووي وبرنامجها لتطوير الصواريخ متوسطة المدى. ادعى هورن أن مسؤولين رومانيين رفيعي المستوى أعلنوا أن رومانيا قادرة على صنع مثل هذه الأسلحة، لكن الحكومة الرومانية نفت هذه الادعاءات.
ادعى علماء آخرون أن رومانيا كانت تسعى لتصبح في حالة التحوط النووي، إذ تُعرف الدول في هذه الحالة على أنها «دول تقف على عتبة التسليح». يستلزم التحوط السعي وراء التكنولوجيا النووية والدراية الفنية للدولة، لتحقيق هدف اكتساب القدرة على تجميع سلاح نووي في فترة زمنية قصيرة (حوالي 6 أشهر)، إذا دعت الحاجة إلى ذلك.
تميل وجهة النظر السابقة بالنظر لتحدث تشاوتشيسكو بشكل أكثر صراحة عن طموحاته النووية، ليس كأنها انعكاس لبرنامج نووي عسكري مخصص، ولكن كبرنامج ذو استخدام مزدوج، وبأنه يمكن للخيار العسكري أن يتخذ في النهاية شكلًا ملموسًا أكثر.